# Валентайн, Джеймс (биолог)
Джеймс Валентайн (англ. James William Valentine, 10 ноября 1926, Лос-Анджелес, Калифорния — 7 апреля 2023, Уолнат-Крик, Калифорния) — американский биолог-эволюционист, почётный профессор кафедры интегративной биологии Калифорнийского университета в Беркли и куратор Музея палеонтологии Калифорнийского университета.

## Биография
Джеймс Валентайн родился в Лос-Анджелесе, Калифорния, 10 ноября 1926 года. Он получил образование в Университете Филлипса (бакалавр искусств, 1951) и Калифорнийском университете в Лос-Анджелесе (магистр искусств, 1954; доктор философии, 1958). В 1950-х и 1960-х годах он изучал морских моллюсков плейстоцена в Калифорнии, их палеоэкологию и биогеографию. В конце 1960-х годов он разработал иерархический подход к изучению закономерностей биоразнообразия, особенно окаменелостей морских беспозвоночных и влияния тектоники плит на биоразнообразие.

## Личная жизнь
Валентайн женился на Дайане Мондрагон в 1987 году, у них было трое детей. Он умер в Уолнат-Крик, Калифорния, 7 апреля 2023 года в возрасте 96 лет.

## Книги
Валентайн широко публиковался и помимо рецензируемых публикаций написал несколько книг:
- Evolutionary Paleoecology of the Marine Biosphere 1973 ISBN 0-13-293720-4
- Evolution 1977 с Ф. Добржанским, Дж. Стеббинсом и Айала
- Evolving : The Theory And Processes Of Organic Evolution 1979 ISBN 0-8053-0310-3, с Франсиско Айала
- Phanerozoic Diversity Patterns : Profiles In Macroevolution 1985 ISBN 0-691-08374-6, редактор
- On the Origin of Phyla 2004 ISBN 0-226-84548-6
- The Cambrian Explosion: The Construction of Animal Biodiversity, 2013 ISBN 978-1-936221-03-5, с Дугласом Эрвином[англ.]